# Дамаск (провінція)
Провінція Дама́ск (араб. محافظة ريف دمشق) — одна з 14 провінцій Сирії. Розташована на південному заході країни. Поділяється на 10 районів. 
- Адміністративний центр — місто Дамаск, яке також є столицею країни.
- Найбільші міста — Дамаск, Дума, Хаджар-Асвад, Дарайя, Ет-Телль, Джерамана, Ен-Небк, Арбіл, Ябруд, Хараста, Джеруд, Думайр, Ес-Зібадан[1].
- Площа — 18 018 км ², населення — 2 836 000 осіб (2011 рік).

## Географія
На північному сході межує з провінцією Хомс, на півдні з провінцією Ес-Сувейда, на південному заході з провінціями Дер'а та Кунейтра, на південному сході з Йорданією, на північному заході з Ліваном. Провінція повністю оточує місто Дамаск, який має статус окремої мухафази (провінції). 

## Адміністративний поділ
Провніція розділена на 10 районів: 
1. Аль-Кутайфа
2. Провінція Дамаск-Центр
3. Ан-Набек
4. Ат-Талль
5. Дарайя
6. Дума
7. Катана
8. Ябруд
9. Ас-Забадані
10. Кудсайя